# Línea Fairmount
La Línea Fairmount (en inglés: Fairmount Line) es una de las doce líneas del Tren de Cercanías de Boston. La línea opera entre las estaciones Estación del Sur y Readville, pasando casi completamente en Boston en los barrios de Dorchester, Mattapan y Hyde Park.